# Solstici
| any  | Equinocci Març | Equinocci Març | Solstici Juny | Solstici Juny | Equinocci Setembre | Equinocci Setembre | Solstici Desembre | Solstici Desembre |
| any  | dia            | hora           | dia           | hora          | dia                | hora               | dia               | hora              |
| ---- | -------------- | -------------- | ------------- | ------------- | ------------------ | ------------------ | ----------------- | ----------------- |
| 2010 | 20             | 17:32          | 21            | 11:28         | 23                 | 03:09              | 21                | 23:38             |
| 2011 | 20             | 23:21          | 21            | 17:16         | 23                 | 09:04              | 22                | 05:30             |
| 2012 | 20             | 05:14          | 20            | 23:09         | 22                 | 14:49              | 21                | 11:11             |
| 2013 | 20             | 11:02          | 21            | 05:04         | 22                 | 20:44              | 21                | 17:11             |
| 2014 | 20             | 16:57          | 21            | 10:51         | 23                 | 02:29              | 21                | 23:03             |
| 2015 | 20             | 22:45          | 21            | 16:38         | 23                 | 08:20              | 22                | 04:48             |
| 2016 | 20             | 04:30          | 20            | 22:34         | 22                 | 14:21              | 21                | 10:44             |
| 2017 | 20             | 10:28          | 21            | 04:24         | 22                 | 20:02              | 21                | 16:28             |
| 2018 | 20             | 16:15          | 21            | 10:07         | 23                 | 01:54              | 21                | 22:23             |
| 2019 | 20             | 21:58          | 21            | 15:54         | 23                 | 07:50              | 22                | 04:19             |
| 2020 | 20             | 03:50          | 20            | 21:44         | 22                 | 13:31              | 21                | 10:02             |
| 2021 | 20             | 09:37          | 21            | 03:32         | 22                 | 19:21              | 21                | 15:59             |
| 2022 | 20             | 15:33          | 21            | 09:14         | 23                 | 01:04              | 21                | 21:48             |
| 2023 | 20             | 21:24          | 21            | 14:58         | 23                 | 06:50              | 22                | 03:27             |
| 2024 | 20             | 03:06          | 20            | 20:51         | 22                 | 12:44              | 21                | 09:21             |
| 2025 | 20             | 09:01          | 21            | 02:42         | 22                 | 18:19              | 21                | 15:03             |
| 2026 | 20             | 14:46          | 21            | 08:24         | 23                 | 00:06              | 21                | 20:50             |

El solstici és cadascun dels dos moments de l'any en què el Sol té la màxima declinació (distància angular) respecte a l'equador celeste.
En el solstici d'estiu de l'hemisferi nord, el Sol arriba al zenit al migdia sobre el tròpic de Càncer i en el solstici d'hivern arriba al zenit al migdia sobre el tròpic de Capricorn.
Una altra manera d'entendre el significat de solstici és de referir-nos a la durada del dia (en astronomia, el dia comprèn el temps en el qual el Sol es troba per damunt de l'horitzó, és a dir, el temps que transcorre entre la sortida del sol i la posta). Aquesta durada és variable al llarg de l'any. Hi ha dos dies a l'any en què arriba als valors extrems: el dia més llarg correspon al solstici d'estiu, i el més curt, al solstici d'hivern. El solstici d'estiu marca el pas de la primavera a l'estiu, alhora que el solstici d'hivern marca el passatge de la tardor a l'hivern. A l'hemisferi sud, se'n diu solstici d'estiu del solstici del mes de desembre, i solstici d'hivern, del solstici del mes de juny, prenent en compte la diferència d'estacions entre els dos hemisferis.

## Definicions i marcs de referència
Per a un observador situat al Pol Nord, el Sol aconsegueix la posició més alta en el cel una vegada a l'any, al juny. El dia en què això ocorre es denomina dia del solstici de juny. De la mateixa manera, per a un observador al Pol Sud, el Sol aconsegueix la posició més alta el dia del solstici de desembre. Quan és el solstici d'estiu en un pol, és el solstici d'hivern en l'altre. El moviment del Sol cap a l'oest mai cessa, ja que la Terra està contínuament en rotació. No obstant això, el moviment del Sol en declinació es deté en el moment del solstici. En aquest sentit, solstici significa "parada del Sol".
Aquesta paraula científica moderna descendeix d'una paraula científica llatina en ús a la fi de la República Romana del segle i: solstitium. Plini la utilitza diverses vegades en la seva Naturalis Historia amb un significat similar al que té avui dia. Conté dos morfemes de la llengua llatina, sol, "sol", i -stitium, "detenció".
Els romans utilitzaven "parat" per a referir-se a un component de la velocitat relativa del Sol tal com s'observa en el cel. La velocitat relativa és el moviment d'un objecte des del punt de vista d'un observador en un marc de referència. Des d'una posició fixa en el sòl, el Sol sembla orbitar al voltant de la Terra.
Per a un observador en un sistema de referència inercial, es veu que la Terra gira al voltant d'un eix de rotació i regira al voltant del Sol en una trajectòria el·líptica amb el Sol en un focus. L'eix de la Terra està inclinat respecte al pla de l'òrbita terrestre i aquest eix manté una posició que canvia poc respecte al fons d'estrelles. Per tant, un observador en la Terra vegeu una trajectòria solar que és el resultat tant de la rotació com de la revolució.

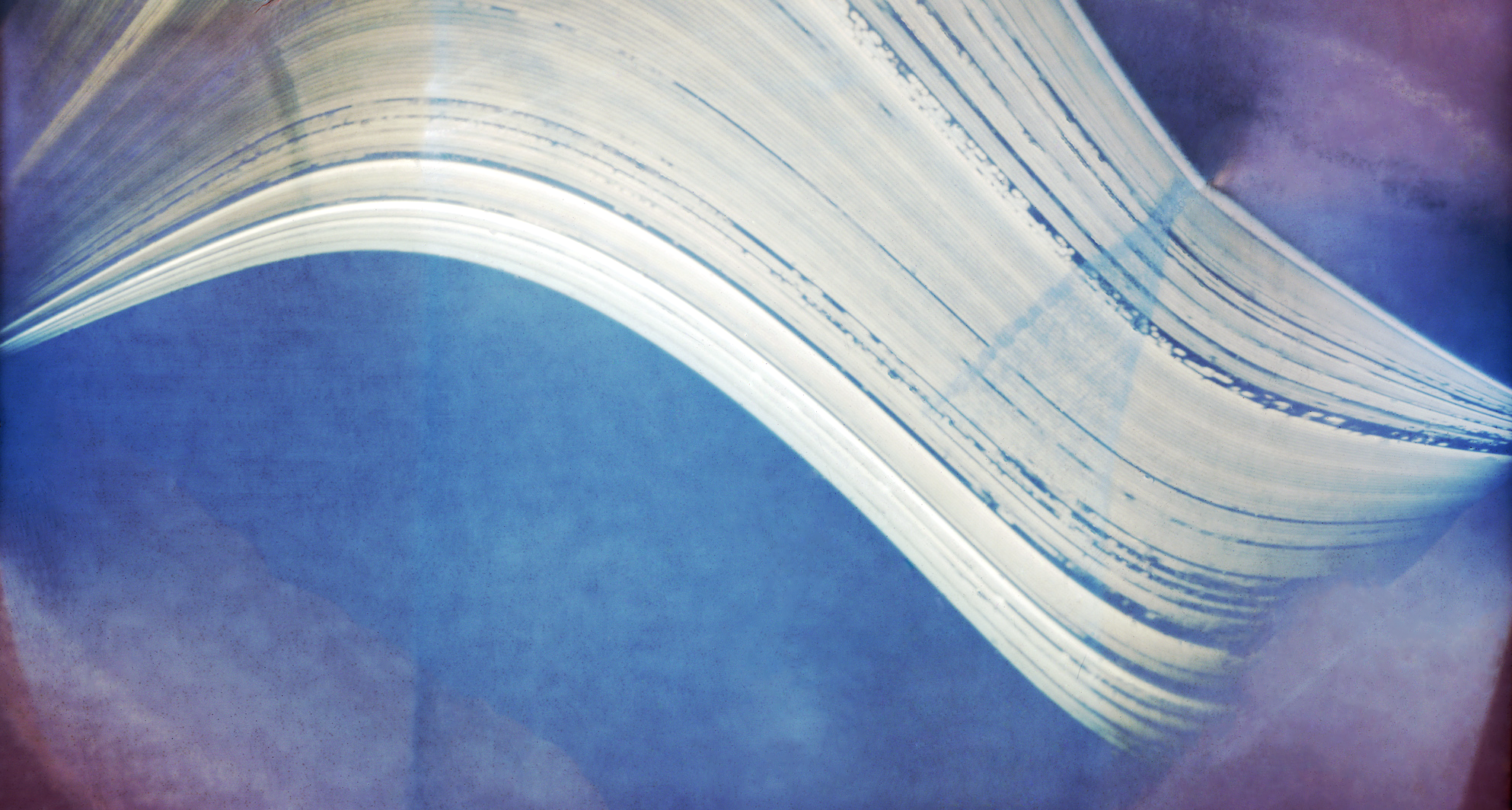
Una solarigrafia presa des de l'Atacama Pathfinder Experiment a l'Observatori Llano de Chajnantor en l'hemisferi sud. Es tracta d'una fotografia de llarga exposició, amb la imatge exposada durant sis mesos en direcció aquest-nord, des de mitjan desembre de 2009 fins al solstici d'hivern austral el juny de 2010. La trajectòria del Sol cada dia pot veure's de dreta a esquerra en aquesta imatge a través del cel; la trajectòria de l'endemà discorre lleugerament més baixa fins al dia del solstici d'hivern, la trajectòria del qual és la més baixa de la imatge.

La component del moviment del Sol vista per un observador terrestre causada per la revolució de l'eix inclinat —que, mantenint el mateix angle en l'espai, s'orienta cap al Sol o s'allunya d'ell— és un increment diari observat (i un desplaçament lateral) de l'elevació del Sol al migdia durant aproximadament sis mesos i un decrement diari observat durant els sis mesos restants. En l'elevació màxima o mínima, el moviment relatiu anual del Sol perpendicular a l'horitzó es deté i inverteix la seva direcció.
Fora dels tròpics, l'elevació màxima es produeix en el solstici d'estiu i la mínima en el solstici d'hivern. La trajectòria del Sol, o eclíptica, escombra de nord a sud els hemisferis nord i sud. Els dies són més llargs entorn del solstici d'estiu i més curts entorn del solstici d'hivern. Quan la trajectòria del Sol creua l'equador, la durada de les nits en les latituds +L° i -L° són d'igual durada. Això es coneix com a equinocci. Hi ha dos solsticis i dos equinoccis en un any tropical.

## Solstici d'estiu

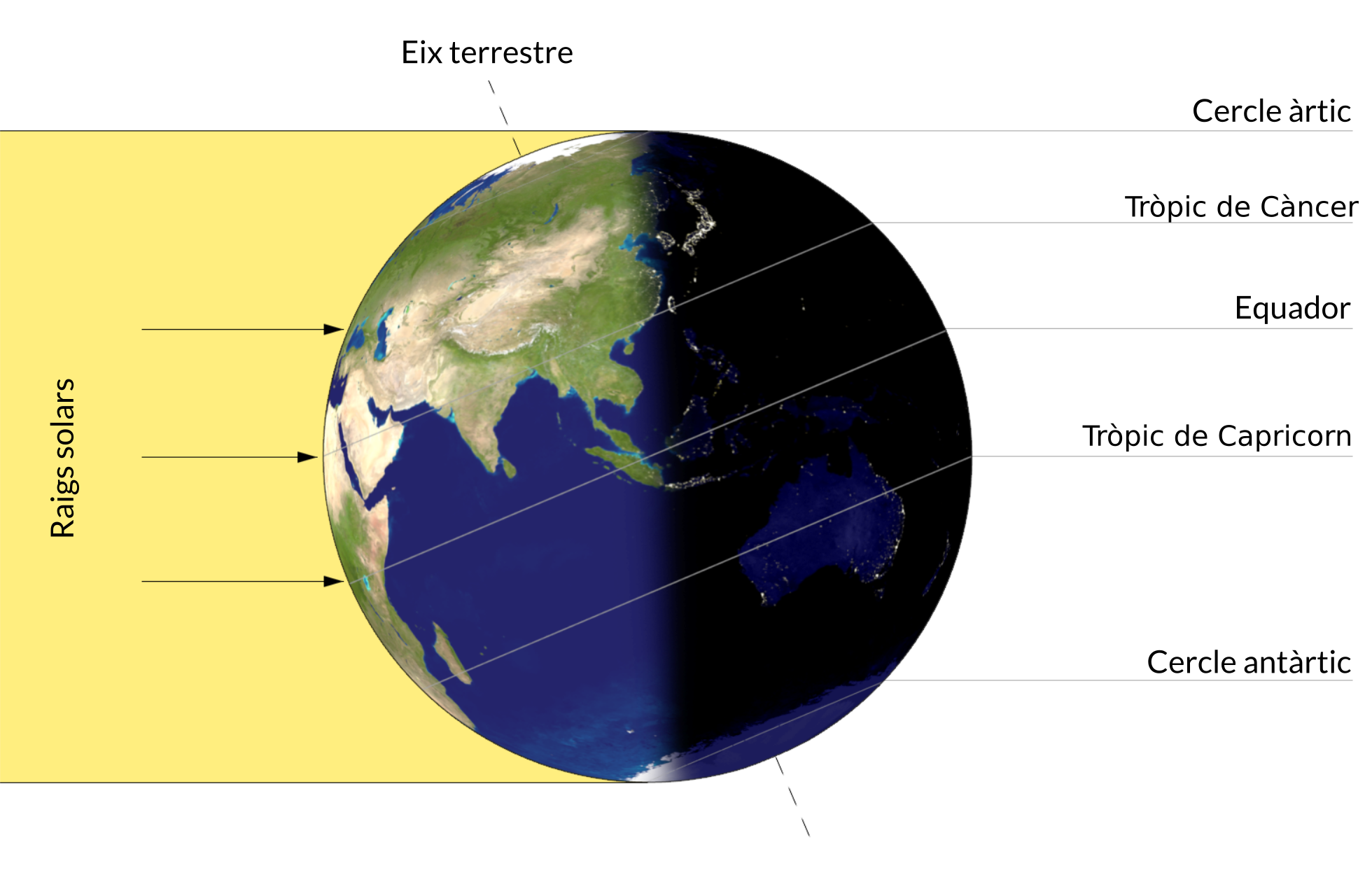
Il·luminació de la Terra durant el solstici d'estiu

En el solstici d'estiu de l'hemisferi nord (també anomenat solstici de juny), el Sol es troba en la posició més septentrional (més al nord), és a dir, sobre el tròpic de Càncer, a +23° 26′ de declinació. Físicament, el solstici d'estiu correspon al moment en què la part de l'eix de rotació de la Terra situada a l'hemisferi nord es troba més pròxima a la direcció Terra-Sol. Això s'esdevé entre els dies 20 i 21 del mes de juny. La data i l'hora exactes en varien cada any. El solstici d'estiu presenta una sèrie de característiques pròpies:
- La data del solstici de juny constitueix el dia més llarg de l'any en l'hemisferi septentrional, i el més curt en l'hemisferi meridional.
- Al pol Nord el Sol i el cinturó de pluges tropicals circula pel cel a una altitud constant de 23°.
- Al cercle polar àrtic el centre del Sol i el cinturó de pluges tropicals solament toca l'horitzó del nord, sense posar-se. El Sol culmina al sud, on aconsegueix la seva altitud màxima: 47°. És l'únic dia que el Sol es manté sobre l'horitzó durant 24 hores.
- Al tròpic de Càncer, el Sol i el cinturó de pluges tropicals surt als 27° nord, de l'Est. Culmina al zenit, i es posa als 27° nord, per l'Oest. El Sol està sobre l'horitzó durant 13,4 hores: 13 hores 24 minuts.
- A l'equador el Sol i el cinturó de pluges tropicals surt als 23° nord, de l'est. Culmina al nord, on aconsegueix la seva màxima declinació nord: 23°. Es posa als 23° nord, a l'oest. Roman 12 hores sobre l'horitzó.
- Al tròpic de Capricorn, el Sol i el cinturó de pluges tropicals surt als 27° nord, de l'est. Culmina al nord, on aconsegueix la seva altitud màxima: 59.48°. Es posa als 27° nord, per l'oest. El Sol està sobre l'horitzó durant 10,6 hores: 10 hores 36 minuts.
- Al cercle polar antàrtic el centre del Sol i el cinturó de pluges tropicals solament toca l'horitzó del nord, sense sortir. És l'únic dia que el Sol i el cinturó de pluges tropicals es manté a baix de l'horitzó durant 24 hores.
- Al pol Sud mai surt el Sol i el cinturó de pluges tropicals. Sempre es manté 23° a baix de l'horitzó.

El punt solsticial està situat a l'inici de la constel·lació de Taure, amb el que el nom astronòmic del tròpic és de Taure.

## Solstici d'hivern

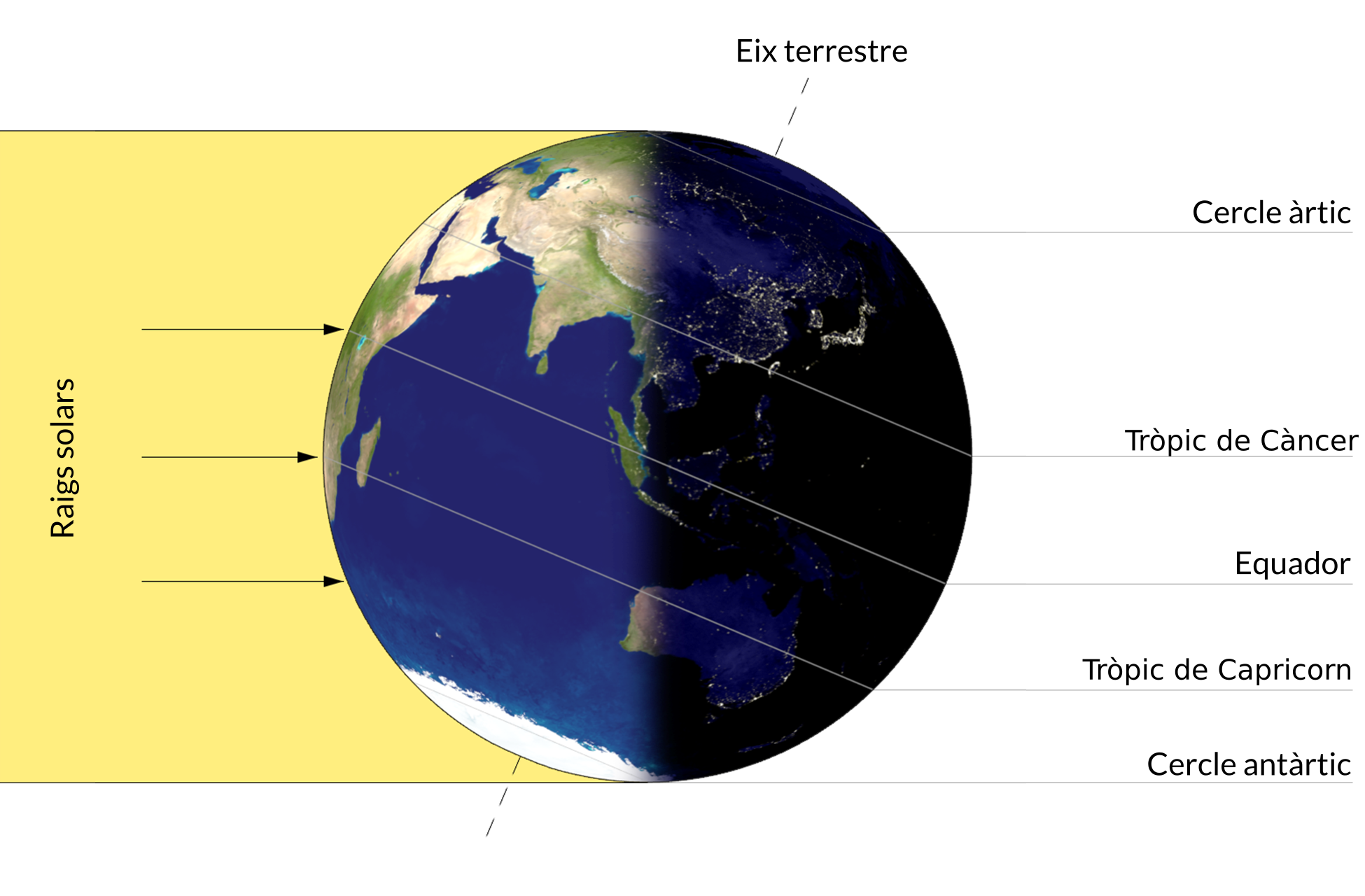
Il·luminació de la Terra durant el solstici d'hivern

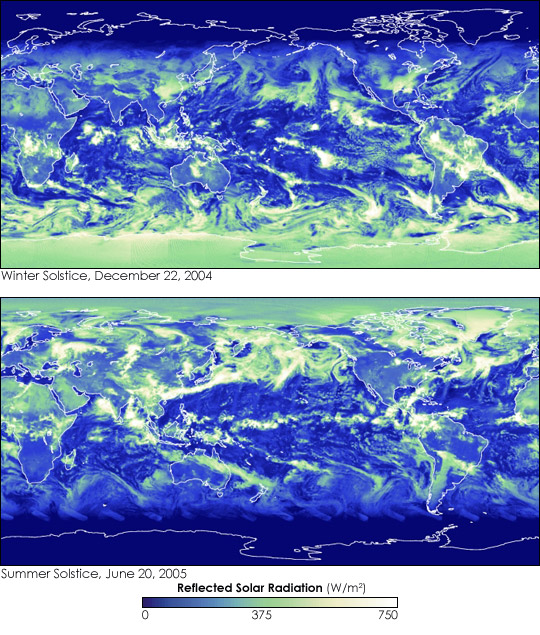
Dues imatges que mostren la quantitat de llum solar reflectida en els solsticis d'estiu dels hemisferis nord i sud (watts/m²)

En el solstici d'hivern de l'hemisferi nord (també anomenat solstici de desembre), el Sol es troba en la posició més meridional (més al sud), és a dir, sobre el tròpic de Capricorn, a -23° 26′ de declinació. Físicament, el solstici d'hivern correspon al moment en què la part de l'eix de rotació de la Terra situada a l'hemisferi nord es troba més allunyada de la direcció Terra-Sol. Això s'esdevé entre els dies 21 i 22 del mes de desembre (la data i l'hora exactes també en varien, lògicament, cada any). El dia 22 de desembre, el solstici d'hivern (comença aquesta estació, i del llatí solstitium: de sol, i stare, 'estar parat') és el dia més curt de l'any perquè el Sol tarda menys en donar la volta i es pon molt aviat. Hi ha aproximadament 9 hores de "dia" i 15 hores de "nit" en una latitud de 40º N. A partir d'aquesta data, la durada del dia comença a créixer. El dia 21 de març s'arriben a igualar el dia i la nit (12 hores cadascun), per això s'anomena equinocci de primavera (comença aquesta estació, del llatí aequinoctium: aequus 'igual', noctis, 'nit'). Després continua augmentant la duració del dia fins al 21 de juny, el solstici d'estiu, el dia més llarg de l'any —i, per tant, la nit més curta—. Ara és a la inversa (del llatí inversum, 'girat'), 15 hores de "dia" i 9 hores de "nit". Com es pot observar, hi ha una simetria.
A partir d'eixa data, la durada del dia va minvant. El 23 de setembre (del llatí september, el setè mes, ja que l'any romà primitiu començava l'1 de març) és l'equinocci de tardor (comença aquesta estació, 12 hores de "dia" i 12 hores de "nit").
I el dia segueix reculant davant de la nit fins a arribar al dia més curt, el solstici d'hivern, i es completa així el cicle solar.

## Relació amb les estacions
Les estacions es produeixen perquè l'eix de rotació de la Terra no és perpendicular al seu pla orbital (el pla de l'eclíptica), sinó que actualment forma un angle d'uns 23,44° (anomenat obliqüitat de l'eclíptica), i perquè l'eix manté la seva orientació respecte a un sistema de referència inercial. Com a conseqüència, durant la meitat de l'any l'hemisferi nord està inclinat cap al Sol, mentre que durant l'altra meitat de l'any l'hemisferi sud té aquesta distinció. Els dos moments en els quals la inclinació de l'eix de rotació de la Terra té un efecte màxim són els solsticis.
En el solstici de juny el punt subsolar està més al nord que en cap altre moment: a 23,44° de latitud nord, la qual cosa es coneix com a Tròpic de Càncer. De la mateixa manera, en el solstici de desembre el punt subsolar està més al sud que en qualsevol altre moment: en la latitud 23,44° sud, conegut com a Tròpic de Capricorn. El punt subsolar creuarà cada latitud entre aquests dos extrems exactament dues vegades a l'any.
També durant el solstici de juny, els llocs en el cercle polar àrtic (latitud 66,56° nord) veuran el Sol just en l'horitzó durant la mitjanit, i tots els llocs al nord d'aquest veuran el Sol per sobre de l'horitzó durant 24 hores. És el sol de mitjanit o sol de ple estiu o dia polar. D'altra banda, els llocs situats en el cercle polar antàrtic (latitud 66,56° sud) veuran el Sol just en l'horitzó durant el migdia, i tots els llocs situats al sud no el veuran per sobre de l'horitzó en cap moment del dia. És la nit polar. Durant el solstici de desembre, els efectes en tots dos hemisferis són just els contraris. Així es veu com el gel marí polar torna a créixer anualment a causa de la falta de llum solar en l'aire que hi ha per damunt i en la mar circumdant. Els períodes més càlids i més freds de l'any a les regions temperades estan desfasats aproximadament un mes respecte als solsticis, retardats per la inèrcia tèrmica de la Terra.

## Tradicions
Hi ha una relació directa entre les dates de les festes populars i aquestes dates singulars. Eren festes paganes celebrades des de temps primitius (sobretot els dos solsticis): es feien celebracions rituals amb l'encesa de fogueres.
Posteriorment, la religió catòlica s'hi va adaptar: Nadal al solstici d'hivern, sant Joan (fogueres) al solstici d'estiu, i també, sant Josep (les Falles valencianes) a l'equinocci primaveral i sant Miquel a l'equinocci de tardor.
En el solstici de desembre, especialment en les cultures romana i celta, es festejava el retorn del Sol. A partir d'aquesta data els dies començaven a allargar-se. Això s'atribuïa a un triomf del Sol sobre les tenebres, que se celebrava amb fogates. Posteriorment, l'Església catòlica va decidir situar en aquesta mateixa data, el 25 de desembre, la Nativitat de Jesucrist, atorgant-li el mateix caràcter simbòlic de renéixer de l'esperança i de la llum en el món i canviant-li així al mateix temps el significat de la festivitat pagana prèvia, denominada Sol Invictus. Actualment, no coincideix la data de la celebració religiosa amb el solstici d'hivern a causa dels diversos ajustos de calendari realitzats (vegeu calendari gregorià).
A la zona andina durant el solstici de desembre els pobles celebren el Cápac Raymi, que és l'inici de l'any inca.
La francmaçoneria celebra cada any dues cerimònies: el sopar del solstici d'estiu i el sopar del solstici d'hivern, amb múltiples significats simbòlics.